# 888.
◄ | 8. stoljeće | 9. stoljeće | 10. stoljeće | ►
◄ | 850-ih | 860-ih | 870-ih | 880-ih | 890-ih | 900-ih | 910-ih | ►
◄◄ | ◄ | 885. | 886. | 887. | 888. | 889. | 890. | 891. | ► | ►►
Astronomija • Književnost • Kršćanstvo • Pravo • Promet

## Događaji
- Pietro Tribuno je izabran za mletačkog dužda.

## Vanjske poveznice
|  | Zajednički poslužitelj ima još gradiva o temi 888. |